# Neochauliodes sinensis
Neochauliodes sinensis là một loài côn trùng trong họ Corydalidae thuộc bộ Megaloptera. Loài này được Walker miêu tả năm 1853.